# Bufo fastidiosus
Bufo fastidiosus és una espècie d'amfibi que viu a Panamà i Costa Rica.
Està amenaçada d'extinció per la pèrdua del seu hàbitat natural.